# WPLR
WPLR (también conocida como 99.1 PLR o Connecticut's #1 Rock Station) es una estación de radio con sede en New Haven, Connecticut. Transmite música rock y su propietarias es Cox Radio.
La radioemisora tiene una larga historia en la programación de música rock, con el cual se ha identificado cercanamente desde la década de 1970. Mientras otras estaciones estadounidenses han cambiado su tipo de programación, WPLR ha sido constante en su música.
La ubicación física de la emisora ha cambiado, tal que ahora los estudios son compartidos con otras radios en los suburbios de Milford, Connecticut.
La radioestación generalmente emite rock clásico pero también aparecen canciones más nuevas. También tiene un talk show que se emite de lunes a viernes en la mañana, llamado Chaz & AJ, de 5:30 a 10:00 AM.
El mediodía es animado por Pam Landry de 10 AM a 3 PM, y entre el mediodía y la 1 PM se emite "Landry's Luncheonette", la tarde es conducida en "Your 01' Buddy Lappy" y Mike Lapatino de 3 a 7 PM, en las noches conduce Mike Prodoti de 7 PM hasta la medianoche y el trasnoche (12 PM a 5:30 AM) es animado por Jesse, quien también ayuda en secciones del show Chaz & AJ. Los viernes a las 5:20 se emite el "Wig Out" en el cual el conductor, conocido como Wig Master, entrega sus puntos de vista acerca de diversos hechos. Es tradicional su frase de cierre en la cual dice "You gotta gotta gotta gotta gotta (etc.) wig out!"
PLR es una radioemisora que tradicionalmente ha tenido buenos índices de audiencia en el sur de Connecticut, pero los cambios de formato que han sufrido algunas estaciones de Hartford le han dado audiencia más allá de su estado de origen. La estación tiene una relación estrecha con el promotor de conciertos Jim Koplik y los eventos del nightclub Toad's Place.